# Hirvasniemi
Hirvasniemi är en ö i Finland. Den ligger i Ijo älv och i kommunen Pudasjärvi i den ekonomiska regionen  Oulunkaari  och landskapet Norra Österbotten, i den centrala delen av landet, 600 km norr om huvudstaden Helsingfors. Öns area är 9,8 hektar och dess största längd är 0,6 kilometer i sydöst-nordvästlig riktning.  Hirvasniemi ligger i sjön Jongunjärvi.